# Estación de Sabugo
La Estación Ferroviaria de Sabugo, también conocida como Estación de Sabugo, es una estación ferroviaria de la Línea del Oeste, que sirve a la parroquia de Almargem do Bispo, en el distrito de Lisboa, en Portugal.

## Características

### Localización y accesos
Esta plataforma se encuentra junto a la Calle de la Estación, en el ayuntamiento de Sintra.

### Descripción física
En enero de 2011, tenía dos vías de circulación, con 318 y 320 metros de longitud; las plataformas presentaban ambas 150 metros de extensión, teniendo la primera 25 centímetros de altura, y la segunda, 30 centímetros.